# جويرية بن أسماء
جويرية بن أسماء بن عبيد، أبو مخارق، وقيل : أبو مخراق -وهو أشبه- الضبعي البصري، عم عبد الله بن محمد بن أسماء، من رواة الحديث وهو ثقة، عالم بالحديث، نسبته إلى ضبيعة، من بكر بن وائل أو إلى المحلة التي سكنوها بالبصرة، وتوفي في سنة ثلاث وسبعين ومائة وحديثه محتج به في «الصحاح».

## روايته للحديث النبوي
- حدث عن : نافع العمري وابن شهاب الزهري وعن رفيقه مالك بن أنس.
- حدث عنه : ابن أخيه عبد الله بن محمد بن أسماء، وابن أخيه سعيد بن عامر الضبعي، وأبو الوليد الطيالسي، وحجاج بن منهال، ومسدد، وعدة.[3]

## آراء العلماء فيه
الجرح والتعديل
- أبو حاتم الرازي: صالح.
- أحمد بن أبي خيثمة النسائي: ليس به بأس.
- أحمد بن حنبل: ثقة ليس به بأس.
- ابن حجر العسقلاني: صدوق.
- الدارقطني: من الثقات.
- الذهبي: ثقة، وكان محدثا عالما إخباريا.
- محمد بن سعد كاتب الواقدي: كان صاحب علم كثير.
- مصنفوا تحرير تقريب التهذيب: ثقة، ولا نعلم فيه جرحا.
- يحيى بن معين: ليس به بأس.